# TRUE BLUE (アダルトゲーム)
『TRUE BLUE』（トゥルーブルー）は、2002年9月13日にLiLiM DARKNESSから発売されたアダルトゲーム。
および、それを原作として2005年にPoROから発売された成人向けOVA。

## 登場人物
来栖秋人
次期キャプテン候補の野球部員。情にもろく、優柔不断。幼なじみの葵が危険にさらされることになり､何とか助けようとする。
神崎 葵
声：ダイナマイト亜美
今年のミス御影学園に選ばれたアイドル的存在。誰に対しても気さくに接するため､男女問わず人気がある。テニス部に所属。
新城 沙莉亜
声：茉莉奈
新城財閥の一人娘。高飛車で高慢なお嬢様で､他人を卑下することに生き甲斐を感じている。今年のミス御影学園の座を葵に奪われたのを根に持っている。
碧 桜子
声：児玉さとみ
秋人の気を引こうと何かと甘えてくる野球部のマネージャー。表向きは､無邪気で可愛い後輩。
冴木 流一
声：十文字隼人
テニス部の部長。スポーツ万能・成績優秀・学園の会長を３年間務める秀才。女生徒に人気がある学園一のプレイボーイ。
正田 裕一郎
声：ひのもとはじめ
体育教師。授業のない時は､教官室でAVを見ている自堕落教師。酒・女・ギャンブルと派手な生活を好み､お金を湯水のごとく使うため多額の借金を背負っている。
神田 光輝
声：ゴルゴンゾーラ・佐藤
不良グループのリーダー。粗暴で残忍な性格だが､頭が良く､事件を起こしても滅多に表沙汰にならない。学園側も彼らの無法行為を見てみぬふり。
上野 鳴海
声：石塚堅
光輝の手下。喧嘩は弱いが､その分行動がすばやい。女の服をナイフで切り刻むのが趣味。
ジョージ・サンドマン
声：ZEN
光輝の手下。巨体な体を見るとおり、喧嘩の腕は相当なもの。あまり話さず、光輝の命令を黙々とこなす。
福井正信
声：森訓久
葵のクラスメート。根暗・陰湿で、よく独り言を言っている。女子更衣室など女の子の集まるところに行ってはこっそり痴態をカメラに納め､自分のHPに密かにUPするヒッキー君。
来栖 冬樹
声：堂本文明
人当たりがよく、面倒見がいい秋人の兄。しばしば秋人と葵の痴話喧嘩をなだめたりすることも。趣味は料理を作ること。

### OVAのみ登場
茅（かや）
　声：夏野こおり
葵の親友。ヒロイン役としてOVA『TRUE BLUE 外伝「わたしの大事に守ってきたもの、捧げます」』だけに登場。

## アダルトアニメ
ひまじんより発売。
- TRUE BLUE 上巻「先生の方が…太いの」
2005年2月25日
- TRUE BLUE 下巻「赤ちゃんできてもいいから」
2005年3月25日
- TRUE BLUE 外伝「わたしの大事に守ってきたもの、捧げます」
2005年12月23日